# 宮城美寿々
宮城 美寿々（みやぎ みすず、1992年10月27日 - ）は、大阪府東大阪市出身の、日本の女優である。所属事務所はチーズfilm。以前はジャパン・ミュージックエンターテインメントグループ aisに所属していた。

## 略歴・人物
- 特技は書道（三段）、料理、大阪弁。
- 趣味はお菓子作り・写真・読書・スノーボード

## 出演

### テレビ
- 天才!志村どうぶつ園SP（2011年、日本テレビ）再現ドラマ 看護師役
- 屋上のあるアパート（2011年、TBS）
- マッスルガール（2011年、MBS）
- 桜蘭高校ホスト部 （2011年、TBS）レギュラー 女子高生 役
- クロヒョウ2 龍が如く 阿修羅編 （2012年4月12日、MBS）第2話 安田紀子 役
- 戦国鍋TV 〜なんとなく歴史が学べる映像〜（2012年、TVK）ミュージカル『Oichi』花魁役
- お先にどうぞ!餃子編（2012年、WOWOW）
- イタズラなKiss〜Love in TOKYO（2013年、フジテレビTWO） F組レギュラー生徒役
- 連続テレビ小説 あまちゃん（2013年、NHK）第6回・74回
- 山田くんと7人の魔女 （2013年8月10日、フジテレビ）第1話
- 仮面ライダー鎧武 （2014年4月20日、テレビ朝日）第26話
- 植物男子ベランダー（2014年8月13日、NHK BSプレミアム）SEASON1 第9話
- 烈車戦隊トッキュウジャー（2014年11月16日、テレビ朝日）第36駅　女子学生役
- SONGS〜美輪明宏が歌う〜花子とアンの世界（2014年8月30日、NHK）
- 連続テレビ小説 花子とアン（2014年、NHK）　レギュラー女給役
- 時をかける少女（2016年7月-8月、日本テレビ）

### 映画
- 桜蘭高校ホスト部（2012年、監督：韓哲）
- 抱きしめたい -真実の物語-（2014年2月11日、監督：塩田明彦)
- 死画像(2015年、監督：岩澤宏樹) - 源あかり役
- イート(2016年、監督：横山久美子)主演
- はじまるためのはかい(2016年、監督：坂牧良太）- 緒方美由役

### 舞台
- 「オサエロ」（2010年8月、AQUA studio） - 若い女 役
- 「オサエロ」（2010年9月、AQUA studio）- 坂下昭代 役
- 「飯田家の最期」 （2010年9月、AQUA studio）
- 劇団空感エンジン「ホッチキス」（2010年10月、新宿SPACE107）- 寺田里奈 役
- 「蒼穹のファフナー　FACT AND RECOLLECTION」（2010年12月、シアターグリーン　BIG TREE THEATER）
- 「東京ZOOM」（2011年6月、AQUA studio）
- 「ヘレナのファインプレー〜少女紙袋伝説〜」（2012年9月、小劇場 楽園）
- キタムラ印『裏』公演＃1「TAKE-MITSU」（2013年6月、千本桜ホール）
- 第二回園田英樹演劇祭「タイムポンポン」（2014年5月、シアター風姿花伝） 山田カンナ 役
- 「フライングパイレーツ〜ネバーランド漂流記」（2014年7〜8月、シアターグリーン　BIG TREE THEATER）- ルフィーナ 役
- 劇団競泳水着リーディング部「ある盗聴」（2016年8月5日〜9日、スタジオ空洞）

## WEB
- ANA web ムービー

## CM
- TVCM 西武ホールディングス（2016年4月〜）
- WebCM NISSANメインキャスト（2015年〜）
- TVCM P&Gレノア本格消臭（2016年7月〜）
- WebCM Nike Presents: #身の程知らず（2016年7月〜）[1]